# Sächsische Fürstenchronik
Die Sächsische Fürstenchronik (lateinisch Chronica principum Saxoniae) ist eine Darstellung der Herzöge von Sachsen und der Markgrafen von Brandenburg aus dem späten 13. Jahrhundert.

## Handschriften
Von der Chronik sind bisher drei Abschriften bekannt
- Goslarer Handschrift, 14. Jahrhundert, Stadtarchiv Goslar
- Trierer Handschrift, 14. Jahrhundert, Stadtbibliothek Trier
- Weimarer Handschrift, 15. Jahrhundert, Hauptstaatsarchiv Weimar

## Entstehung und Inhalt
Die Chronik entstand um 1280. Sie beschreibt kurz die Herzöge von Sachsen aus dem Geschlecht der Billunger von Hermann Billung (gest. 973) bis Albrecht I. von Sachsen (gest. 1260), danach Kurzbiographien der Markgrafen von Brandenburg von deren Vorfahren Otto der Reiche von Ballenstedt und dessen Frau Eilika, diese ebenfalls aus dem Geschlecht der Billunger, bis zu den Brüdern Johann I. und Otto III.

## Bewertung
Die Darstellungen geben wichtige Details zu Personen und Ereignissen jener Zeit, die zum Teil sonst nicht überliefert sind. Besonders für die frühe Geschichte der Mark Brandenburg werden einige wichtige Angaben gemacht, zum Beispiel die Gründung einiger Städte durch die Markgrafenbrüder, die ersten Klöster, und weiteres.
Die Angaben scheinen im Wesentlichen richtig zu sein, auch wenn einige Formulierungen ungenau oder missverständlich sind.